# Štěničník

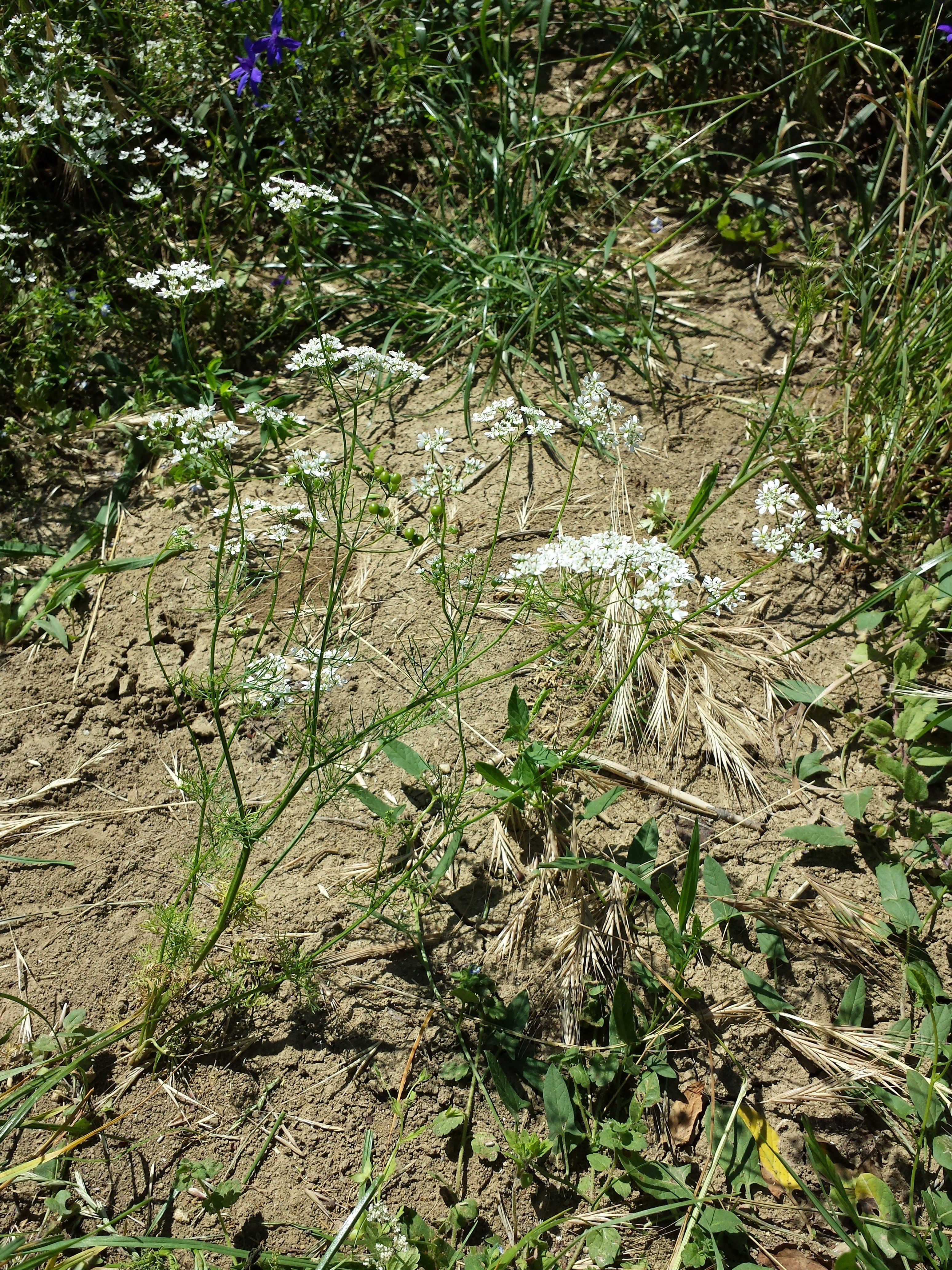
Štěničník paprskující, celkový pohled

Štěničník (Bifora) je rod rostlin z čeledi miříkovité. Jsou to jednoleté přímé byliny s jemně členěnými listy a bílými, paprskujícími květy v okolíkovitých květenstvích. Plodem je dvounažka, složená ze dvou kulovitých, téměř hladkých plůdků. Rod zahrnuje 3 druhy a je rozšířen v Evropě, severní Africe, jihozápadní a Střední Asii a jihu USA. V České republice roste vzácně jako teplomilný plevel štěničník paprskující.

## Popis
Štěničníky jsou jednoleté, přímé byliny s tenkým vřetenovitým kořenem. Za čerstva páchnou po plošticích.
Listy jsou vícenásobně členěné v nitkovité až čárkovité úkrojky. Okolíky jsou složené ze 3 až 8 okolíčků, obal většinou chybí (někdy je přítomen 1 čárkovitý listen), obalíčky jsou tvořeny nitkovitými listeny. Kalich je nezřetelný, koruna bílá a silně paprskující. Plodem je dvounažka, složená ze dvou kulovitých, téměř hladkých plůdků.

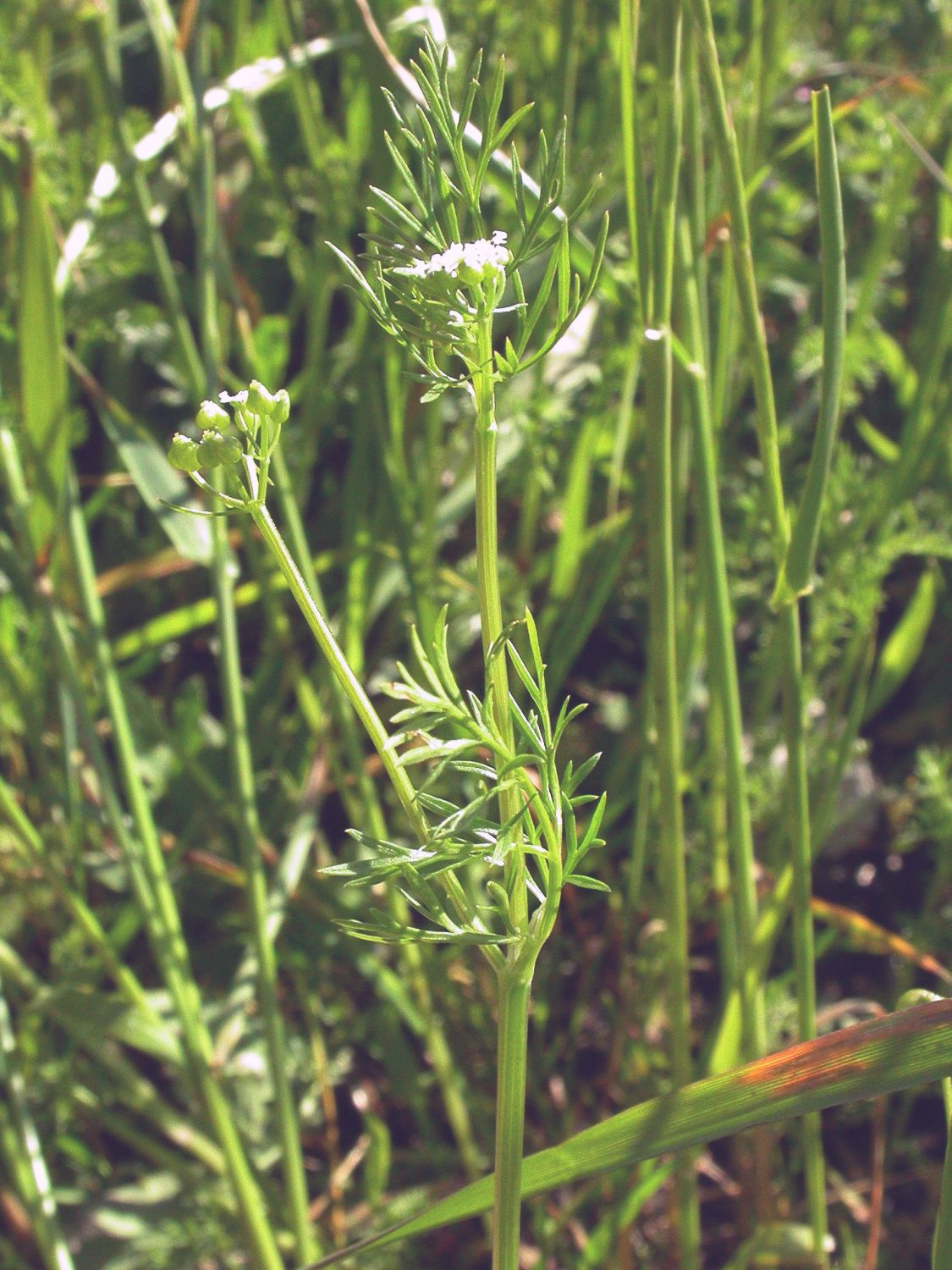
Štěničník Bifora testiculata
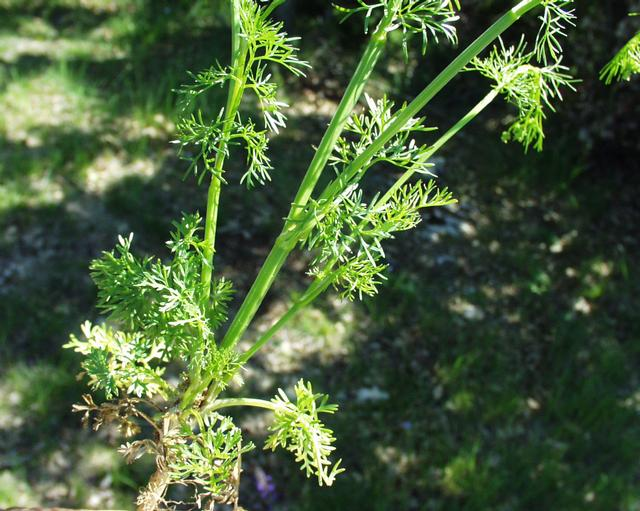
Detail olistění štěničníku paprskujícího
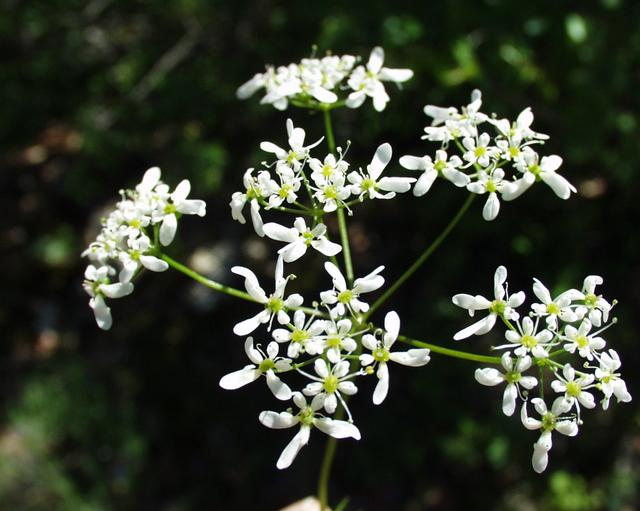
Květenství štěničníku paprskujícího
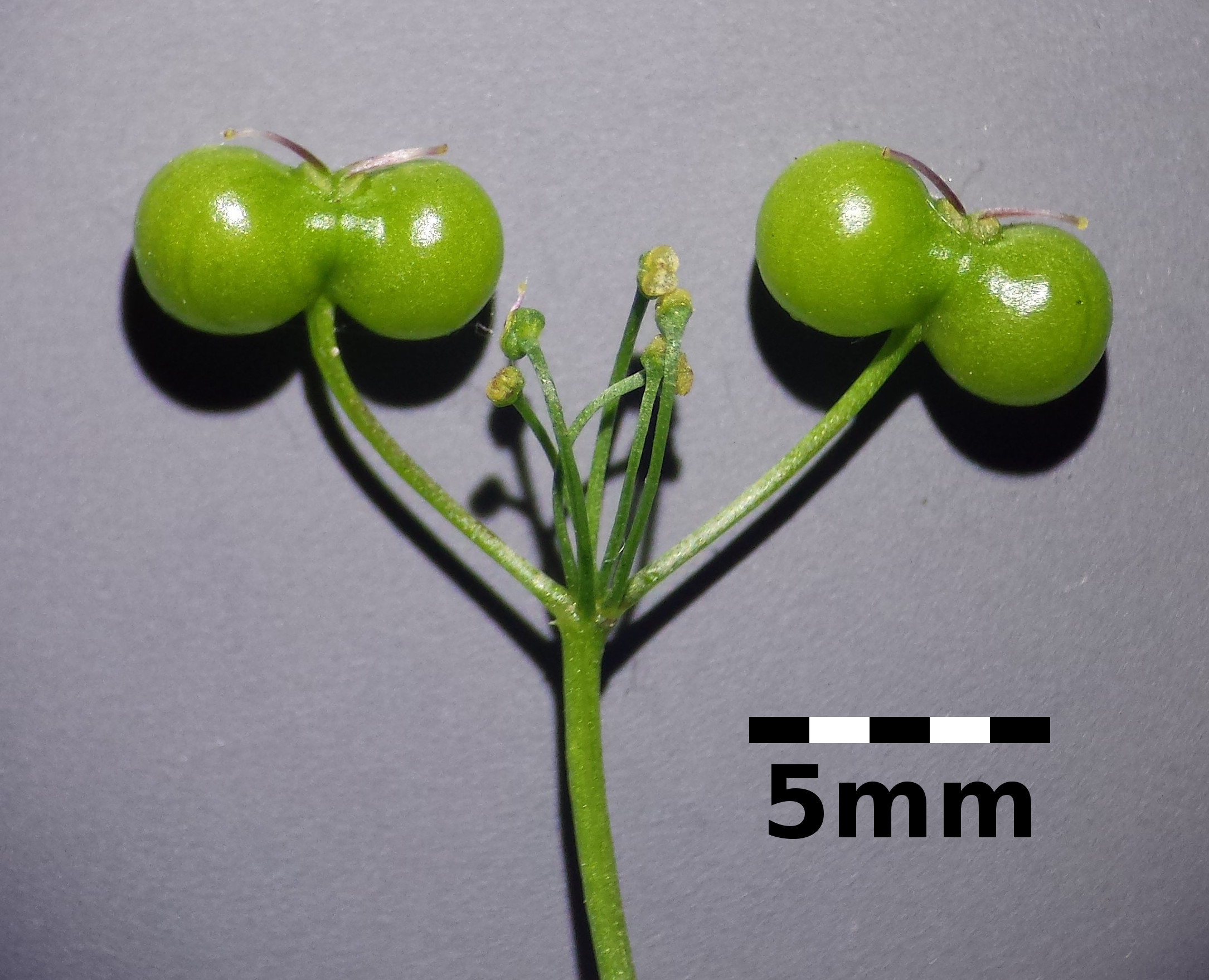
Detail plodů štěničníku paprskujícího

## Rozšíření
Rod štěničník zahrnuje pouze 3 druhy.
Největší areál má druh Bifora testiculata, rozšířený ve Středomoří včetně severní Afriky a v Arábii, na východ až po Střední Asii. Štěničník paprskující se vyskytuje v jižní, západní a střední Evropě a jihozápadní Asii. V České republice představuje archeofyt a coby polní plevel se vzácně vyskytuje v teplých oblastech, vlivem změny způsobu hospodaření a používání pesticidů však silně ustoupil a dnes je veden jako silně ohrožený. Na jihu USA (Texas, Arkansas) se vyskytuje druh Bifora americana.

## Taxonomie
Rod Bifora je v rámci čeledi Apiaceae řazen do podčeledi Apioideae a tribu Coriandreae. Mezi blízce příbuzné rody náleží rod Coriandrum.
Český název štěničník byl dříve používán i pro rod Iberis z čeledi brukvovité. Později byl pro tento rod vybrán nový název iberka a jméno štěničník zůstalo vyhrazeno rodu Bifora.

## Zástupci
- štěničník paprskující (Bifora radians)

## Význam
Není známo žádné využití. Ze štěničníku paprskujícího byla pokusně destilována silice.